# Loanda (Paraná)
Loanda ist eine brasilianische Gemeinde im Bundesstaat Paraná. Es hat 23.225 Einwohner (2022), die Loandenser genannt werden.

## Etymologie
Loanda wurde nach Luanda, der Hauptstadt von Angola benannt. Der Name ist das Ergebnis eines Wettbewerbs, der von den ersten Bewohnern und der Immobiliengesellschaft, die die Siedlung gründete, ausgelobt wurde.

## Geschichte
Der Grundstein für die Stadt Loanda wurde im Oktober 1952 von der Empresa Colonizadora Norte do Paraná gelegt. Das Unternehmen hatte angesichts der Fruchtbarkeit des Bodens keine Schwierigkeiten, die Grundstücke zu verkaufen. Die ersten Bewohner waren Duarte Celestino de Oliveira, Antonio Locchetti, João Tavares de Souza und Moyses de Souza mit ihren Familien. Die Siedlung wuchs schnell. Der Kaffeeanbau beherrschte die Region, wodurch sich die Stadt zu einem wichtigen Bevölkerungszentrum entwickelte.
Loanda wurde durch das Staatsgesetz Nr. 253 vom 26. November 1954 in den Rang eines Munizips erhoben und am 27. November 1955 als Munizip installiert.

## Geografie

### Fläche und Lage
Das Munizip liegt auf dem Terceiro Planalto Paranaense (der dritten Hochebene von Paraná) auf dem Breitengrad 22° 55' 22" Süd und dem Längengrad 53° 08' 13" West. Es hat eine Fläche von 722 km². Die Meereshöhe beträgt 495 Meter.

### Klima
In Loanda ist das Klima tropisch. Es gibt die meiste Zeit des Jahres viel Niederschlag (1561 mm pro Jahr). Selbst der trockenste Monat weist noch hohe Niederschlagsmengen auf. Die Klassifikation des Klimas nach Köppen und Geiger lautet Af. Die Jahresdurchschnittstemperatur liegt bei 23,1 °C.

### Gewässer
Loanda liegt 25 km vom Paraná, etwa 30 km vom Ivai und etwa 40 km vom Paranapanema entfernt. Innerhalb des Munizipgebiets entspringt östlich des Hauptorts der Ribeirão do Pavão, der Oberlauf des llnken Paranapanema-Nebenflusses Rio Tigre. Am nordöstlichen Stadtrand entspringt der Paraná-Nebenfluss Ribeirão Areia Branca. Ungefähr 4 km östlich der Stadtmitte entspringt der Ivaí-Nebenfluss Rio Taquara. Die östliche Munizipgrenze zu Planaltina do Paraná bildet der Ribeirão Selma, der ebenfalls nach Süden zum Rio Ivaí fließt.

### Straßen
Loanda ist über die PR-182 an die BR-376 (Rodovía do Café) im Nordosten des Munizips angebunden. Die PR-478 führt nach Westen nach Porto Rico am Paraná.

### Nachbarmunizipien
| Porto Rico und São Pedro do Paraná | Marilena                                    | Nova Londrina        |
| Santa Cruz de Monte Castelo        | Kompassrose, die auf Nachbargemeinden zeigt | Guairaçá             |
| Santa Isabel do Ivaí               | Santa Mônica                                | Planaltina do Paraná |

## Stadtverwaltung
- Bürgermeister: José Maria Pereira Fernandes (2021/2024), PROS[2]
- Vizebürgermeister: Antonio Francisco Gil

## Demografie

### Bevölkerungsentwicklung
| Jahr | Einwohner | Stadt  | Land   |
| 1960 | 20.612    | 8.175  | 12.437 |
| 1970 | 19.280    | 8.506  | 10.774 |
| 1980 | 19.458    | 12.571 | 6.887  |
| 1991 | 17.757    | 14.305 | 3.452  |
| 2000 | 19.549    | 16.948 | 2.601  |
| 2010 | 21.201    | 19.274 | 1.927  |
| 2022 | 23.225    | -      | -      |

Quelle: IBGE (2011) und Volkszählung 2022

### Ethnische Zusammensetzung
Die Einwohner der Stadt sind größtenteils Nachkommen von Japanern, Italienern und Spaniern, die zu einer Zeit nach Brasilien kamen, als Kaffee das wichtigste Produkt des Landes war.
Ethnische Gruppen nach der statistischen Einteilung des IBGE (Stand: 1991, 2000 und 2010)
| Gruppe*     | 1991   | 2000   | 2010   | |
| Weiße       | 10290  | 12487  | 11022  | wer sich als "weiß" erklärt                                                                                     |
| Schwarze    | 748    | 759    | 1046   | wer sich als "schwarz" erklärt                                                                                  |
| Gelbe       | 209    | 384    | 326    | Personen fernöstlicher Herkunft wie japanisch, chinesisch, koreanisch etc.                                      |
| Braune      | 6510   | 5749   | 8775   | wer sich als "braun" erklärt oder wer sich mit einer Mischung von zwei oder mehr der fünf Gruppen identifiziert |
| Indigene    | -      | 82     | 32     | wer sich als Ureinwohner oder Indio erklärt                                                                     |
| ohne Angabe | -      | 87     | -      | |
| Gesamt      | 17.757 | 19.548 | 21.201 | |

*) Das IBGE verwendet für Volkszählungen seit 1991 ausschließlich diese fünf Gruppen. Die Gruppenzugehörigkeit wird bei der Befragung vom Einwohner selbst festgelegt. Das IBGE verzichtet bewusst auf Erläuterungen.

## Wirtschaft
Die Gemeinde ist ein wichtiger Hersteller von Sanitärmetallen, einschließlich Armaturen. Sie gehört zusammen mit Santa Isabel do Ivaí, Santa Cruz de Monte Castelo und São Pedro do Paraná zu einem bedeutenden Standort der Sanitärmetallproduktion. Hier sind 77 Unternehmen mit zusammen 3500 Arbeitsplätzen. Hinzu kommen noch Zulieferbetriebe mit 2500 Arbeitsplätzen. Die 100 Armaturenmarken stellen 17 % der brasilianischen Armaturenproduktion dar. Das erste Unternehmen, das diese Art von Produkten herstellte, wurde 1983 in Loanda gegründet. Die Explosion des Sektors erfolgte jedoch erst ab Anfang der 2000er Jahre, als sich die Unternehmen der Region zu einem Verband zusammenschlossen und gemeinsame Projekte zur Stärkung der Branche zu entwickelten.